# Cinclosomatidae
Cinclosomatidae — родина горобцеподібних птахів. Містить 12 видів.

## Таксономія
Традиційно представників Cinclosomatidae (роди Cinclosoma та Ptilorrhoa) разом з родами Androphobus, Psophodes, Ifrita, Eupetes та Melampitta об'єднували у родині флейтистових (Eupetidae). Дослідження 2007 та 2009 років показали, що роди Androphobus, Psophodes, Cinclosoma, Ptilorrhoa не є близькі з родом Eupetes, тому їх виокремили спершу в родину Cinclosomatidae, але майже відразу Androphobus та Psophodes виділили до родини Psophodidae. Деякі автори все ж зближують ці чотири роди в одній родині, тоді пріоретитною має бути назва Psophodidae.

## Поширення
Cinclosomatidae поширені в Австралії, Новій Гвінеї та сусідніх островах Япен, Батанта, Місоол і Салаваті. Живуть у різноманітних середовищах проживання — від тропічних вологих лісів до посушливих районів.

## Опис
Птахи середнього розміру, 17-28 см завдовжки. У них міцні ноги і дзьоб. Самці і самиці часто відрізняються забарвленням оперення. У пішаків верхня частина тулуба в основному має коричневе забарвлення, а нижня — строкате чорно-біле. У шперкарів, як правило, більша частина оперення має синє забарвлення.

## Спосіб життя
Наземні птахи, які досить погано літають, воліючи в разі небезпеки припадати до землі або тікати. Птахи живляться на землі комахами та іншими безхребетними. У пустелі пішаки також живляться насінням. В чагарниках або на землі птахи будують чашоподібні гнізда, куди відкладають два або три яйця.

## Види
- Рід Cinclosoma — пішак
  - Cinclosoma ajax — пішак жовтоокий
  - Cinclosoma alisteri
  - Cinclosoma castaneothorax — пішак рудоволий
  - Cinclosoma castanotum — пішак рудоплечий
  - Cinclosoma cinnamomeum — пішак чорноволий
  - Cinclosoma clarum
  - Cinclosoma marginatum
  - Cinclosoma punctatum — пішак плямистий
- Рід Ptilorrhoa — шперкар
  - Ptilorrhoa caerulescens — шперкар синій
  - Ptilorrhoa castanonota — шперкар червоно-синій
  - Ptilorrhoa geisleroroum — шперкар сапфіровий
  - Ptilorrhoa leucosticta — шперкар плямистокрилий